# Ortogonalność
Ortogonalność (z gr. ortho – prosto, prosty, gonia – kąt) – uogólnienie pojęcia prostopadłości znanego z geometrii euklidesowej na abstrakcyjne przestrzenie z określonym iloczynem skalarnym, jak np. przestrzenie unitarne (w tym przestrzenie Hilberta) czy przestrzenie ortogonalne. Pojęcie ortogonalności bywa uogólnianie również na przestrzenie unormowane w których nie ma naturalnej struktury iloczynu skalarnego (ortogonalność w sensie Pitagorasa, ortogonalność w sensie Jamesa, ortogonalność w sensie Birkhoffa, T-ortogonalność).

## Definicja
Elementy {\displaystyle x} i {\displaystyle y} przestrzeni unitarnej {\displaystyle X} z iloczynem skalarnym {\displaystyle \langle \cdot ,\cdot \rangle } nazywa się ortogonalnymi, gdy
{\displaystyle \langle x,y\rangle =0.}
Relację {\displaystyle \langle x,y\rangle =0} zapisuje się symbolicznie {\displaystyle x\perp y.} Podzbiór {\displaystyle A} przestrzeni unitarnej {\displaystyle X} nazywa się układem ortogonalnym, gdy każde dwa różne jego elementy są ortogonalne.

## Ortogonalność wektorów w przestrzeni trójwymiarowej

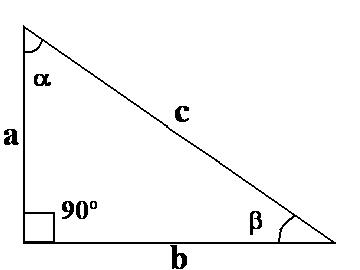
Trójkąt prostokątny o bokach

Długość wektora {\displaystyle a=[a_{x},a_{y},a_{z}]} w trójwymiarowej przestrzeni euklidesowej wyraża się wzorem
{\displaystyle |a|={\sqrt {a_{x}^{2}+a_{y}^{2}+a_{z}^{2}}}.}
Jeżeli {\displaystyle a=[a_{x},a_{y},a_{z}]} i {\displaystyle b=[b_{x},b_{y},b_{z}]} są wektorami z przestrzeni trójwymiarowej, to długość wektora {\displaystyle c=b-a} wynosi
{\displaystyle |c|=|b-a|={\sqrt {(b_{x}-a_{x})^{2}+(b_{y}-a_{y})^{2}+(b_{z}-a_{z})^{2}}}.}
Liczby {\displaystyle |a|,|b|,|c|} są długościami boków trójkąta {\displaystyle oab,} gdzie {\displaystyle o=(0,0,0).}
Wektory {\displaystyle a,b} są prostopadłe wtedy i tylko wtedy, gdy trójkąt {\displaystyle oab} jest prostokątny, a to jest równoważne na mocy prostego i odwrotnego twierdzenia Pitagorasa zależności:
{\displaystyle |c|^{2}=|a|^{2}+|b|^{2},}
tzn.
{\displaystyle (b_{x}-a_{x})^{2}+(b_{y}-a_{y})^{2}+(b_{z}-a_{z})^{2}=a_{x}^{2}+a_{y}^{2}+a_{z}^{2}+b_{x}^{2}+b_{y}^{2}+b_{z}^{2}.}
Zastosowanie wzoru na kwadrat różnicy do powyższej równości implikuje równość
{\displaystyle -2a_{x}b_{x}-2a_{y}b_{y}-2a_{z}b_{z}=0,}
która upraszcza się do wyrażenia
{\displaystyle a_{x}b_{x}+a_{y}b_{y}+a_{z}b_{z}=0.}
Lewa strona powyższej równości pokrywa się ze wzorem na iloczyn skalarny wektorów {\displaystyle a} i {\displaystyle b} w przestrzeni trójwymiarowej.

## Przykłady
Przestrzenie euklidesowe
Wektory {\displaystyle [-1,3]} i {\displaystyle [3,1]} na płaszczyźnie są ortogonalne (prostopadłe), ponieważ
{\displaystyle [-1,3]\cdot {\begin{bmatrix}3\\1\end{bmatrix}}=-1\cdot 3+3\cdot 1=0.}
Wektor zerowy jest ortogonalny do każdego wektora.
Przestrzenie funkcyjne
Ortogonalność pojawia się również w kontekście przestrzeni funkcyjnych, w których określony jest pewien iloczyn skalarny. Z tego powodu mówi się często o funkcjach ortogonalnych, czy wielomianach ortogonalnych. Klasycznym przykładem jest przestrzeń {\displaystyle L^{2}[a,b]}, tj. przestrzeń wszystkich funkcji, określonych na przedziale {\displaystyle [a,b]} o wartościach zespolonych, całkowalnych w drugiej potędze. Iloczyn skalarny elementów {\displaystyle f} i {\displaystyle g} tej przestrzeni definiuje się wzorem
{\displaystyle \langle f,g\rangle =\int \limits _{a}^{b}f(t){\overline {g(t)}}\mathrm {d} t.}
W przypadku, gdy {\displaystyle [a,b]=[-\pi ,\pi ],} to rodzina funkcji
{\displaystyle \left\{{\frac {1}{\sqrt {2\pi }}},{\frac {\sin nx}{\sqrt {\pi }}},{\frac {\cos nx}{\sqrt {\pi }}}:n\in \mathbb {N} \right\}}
jest przykładem układu ortogonalnego. Inne przykłady ortogonalnych układów funkcji to np. wielomiany Legendre’a czy wielomiany Czebyszewa.